# وراکروس (شهر)
وراکروز (به اسپانیایی: Veracruz, Veracruz) از شهرهای کشور Mexico است که در ایالت Veracruz قرار دارد و جمعیت آن طبق سرشماری سال ۲۰۱۰ میلادی ۵۵۲٬۱۵۶ نفر بوده است.